# ディヴァインハート
ディヴァインハート（Divine Heart）は、トルコの競走馬、種牡馬。主な勝ち鞍は2013年のガジ賞（ガジダービー。トルコ国内G1）。
ガジ賞の優勝後に故障したことで引退の決定と撤回、長期の休養と成績の低迷に見舞われたが、8歳まで現役を続け、トルコに輸入された日本産種牡馬ディヴァインライトの同国における産駒のうち最も多くの賞金を獲得した。

## 戦績

### 2歳（2012年）
2012年8月7日、アンカラ75年競馬場の未勝利戦（ダート1100m）でデビュー。冬シーズンの11月からアダナ・イェシロバ競馬場に移動して5戦目となる未勝利戦（ダート1300m）で勝ち上がったが、ダートを中心に出走してローカル開催で1勝どまりのまったく目立たない成績だった。
翌2013年からディヴァインハートの主戦となるユジェル・ビリク騎手によれば、ディヴァインハートは気性に難があり、朝の調教では隣に他馬がいないと走るのを嫌がり、気分次第でキャンターの最中に突然立ち止まったり、また勝手に走り出したりする癖があった。この性質はレースにおいてもあらわれ、他馬と並ぶと追い抜こうとし、 周囲に他馬がいなくなると走る気持ちを失ってしまい、また騎手の動きを気にするなど、騎手のコントロールが難しく、能力が高くても誰が乗っても勝てるような馬ではなかったという。

### 3歳（2013年）
冬シーズンの間は休養を挟まずに引き続きアダナのダートコースで走り、A3（オープン競走）テンデュレク賞（ダート1400m）に勝利。ここから春シーズンのクラシック路線へと向かう。
4月、イスタンブール・ヴェリエフェンディ競馬場に遠征してA3プレヴェゼ賞（芝1600m）に出走するが4着に終わり、5月のG1エルケック・タイ・デネメ（トルコ2000ギニー）には出走しなかった。
6月1日にガジ賞（ガジダービー）の前哨戦であるG2メフメト・アーキフ・エルソイ賞（アンカラ・芝2200m）に出走。大きく差をつけて楽勝できるほどの手応えだったが、ディヴァインハートは直線で馬群から抜け出すと走る気をなくして失速してしまい、半馬身差に詰め寄られる辛勝となった。
6月30日のG1ガジ賞（イスタンブール・芝2400m）に出走。前哨戦の勝利馬ながら22頭立ての14番人気と伏兵の扱いであったこのレースでもディヴァインハートは気性の難しいところを見せ、500m通過地点あたりから止まりたがるそぶりを見せたため、他馬に近づけて追走を促された。1200m通過地点あたりから再び止まろうとし始め、ビリク騎手は馬がレースを投げ出すことを心配したが、口笛を吹いてなだめているうちに1600m通過地点（最終800m）からギアが入ったように本来の走りを取り戻した。
ディヴァインハートはビリク騎手が勝利を確信する手応えで直線に入ると、直線で抜け出した1番人気チャカルカルロス（Çakal Carlos）をゴール直前で猛追し、頭差で差し切って1着でゴールした。
秋シーズンはアンカラ賞（トルコセントレジャー）の前哨戦であるG2ブユックタアッルズ賞（イスタンブール・芝2400m）2着となった後、アンカラ賞を回避。ガジ賞と同じコースで行われる古馬混合G1のトルコジョッキークラブ賞（イスタンブール・芝2400m）に出走したが、見せ場のない6着に終わった。レース後、騎乗停止中のビリク騎手にかわってディヴァインハートに騎乗したハリス・カラタシュ騎手が直線で右前脚に異常を感じたと報告したため精密検査が行われ、右前膝骨折が判明、直ちに手術が行われ、休養に入った。

### 4歳〜5歳（2014年〜2015年）
2014年4月、半年の故障休養から復帰。ところが、復帰2戦目のG2アドナン・メンデレス賞で直線で進路が塞がる不利を受けてつまづいたため検査を受けたところ、骨の形成不全が見つかり、関係者はディヴァインハートを引退させることを決めた。翌年からの種牡馬入りを目指すため、馬主アティラ・オズカンが所有するスィヴァス県の牧場に移動した。
2015年にディヴァインハートは種牡馬登録されたが、種付けを希望する繁殖牝馬が1頭も集まらなかった。種付けを一度もしないうちに故障が完治し、競走能力が回復したため、関係者は種牡馬入りを断念して現役復帰を決定。11月にアダナ・イェシロバ競馬場に移されて調教が再開された。

### 6歳〜8歳（2016年〜2018年）
2016年5月、種牡馬登録の解除手続が完了し、競走に出走できるようになった。6月、2年1か月ぶりに競走に復帰。10月8日のKV-7（ステークス方式の自己条件競走）サー・パーシー・ロレーヌ賞（アンカラ・芝1900m）で3年2か月ぶりの勝利を収め、秋の古馬G1であるトルコジョッキークラブ賞やトルコ大統領賞（アンカラ・芝2400m）にも出走した。 
2017年1月24日、A2（オープン競走）ミシス賞（アダナ・ダート1900m）で1着となり、通算8勝を達成。
2017年はダートのG1に出走し、イュルドゥルム・バヤズィド賞（アンカラ・ダート2200m）では2着に入ったが、アンカラ城賞（アンカラ・ダート1500m）は競走にならず大差の最下位だった。次走は2018年1月23日に前年に勝利したミシス賞に出走して4着。これが現役最後のレースとなり、引退した。 

## 競走成績
以下の内容は、トルコジョッキークラブ の競走結果データベースの情報に基づく。
| 競走日     | 競馬場           | 競走名                         | 格       | 距離（馬場）   | 頭数 | 馬番 | オッズ（人気） | 着順 | タイム   | 着差   | 騎手         | 斤量 [kg] | 1着馬（2着馬）      |
| ---------- | ---------------- | ------------------------------ | -------- | -------------- | ---- | ---- | -------------- | ---- | -------- | ------ | ------------ | --------- | ------------------- |
| 2012.08.07 | 0アンカラ0       |                                | 未勝利   | 0ダ1100m（良） | 9    | 2    | 005.45（5人）  | 02着 | R1:10.43 | 0-0.09 | 0A. Kurşun   | 57        | SELMET              |
| 0000.09.18 | 0アンカラ0       |                                | 未勝利   | 0ダ1300m（良） | 14   | 5    | 003.75（2人）  | 03着 | R1:21.87 | 0-0.46 | 0N. Şen      | 57        | AZ KALDI            |
| 0000.10.09 | 0アンカラ0       | エスキシェヒル賞               | KV-8     | 0芝1600m（良） | 9    | 1    | 006.05（7人）  | 05着 | R1:40.07 | 0-1.83 | 0A. Kurşun   | 57        | BLUE BEADS          |
| 0000.10.23 | 0アンカラ0       | セラハッティン・バトゥ賞       | A3       | 0ダ1500m（良） | 9    | 4    | 010.70（8人）  | 06着 | R1:38.30 | 0-3.19 | 0M. Kaya     | 57        | AZ KALDI            |
| 0000.11.17 | 0アダナ0         |                                | 未勝利   | 0ダ1300m（良） | 8    | 1    | 001.85（1人）  | 01着 | R1:21.67 | 0-1.11 | 0G. Yılmaz   | 53        | (THREE BUDIES)      |
| 0000.11.28 | 0アダナ0         |                                | ハンデ14 | 0ダ1200m（良） | 13   | 2    | 001.95（1人）  | 02着 | R1:15.34 | 0-0.02 | 0G. Yılmaz   | 52        | EMPIRE CITY         |
| 0000.12.18 | 0アダナ0         |                                | KV-7     | 0ダ1500m（重） | 9    | 6    | 003.55（4人）  | 05着 | R1:38.27 | 0-3.69 | 0M. Kaya     | 54        | BLUE FIRE           |
| 2013.01.05 | 0アダナ0         |                                | 条件4    | 0ダ1500m（良） | 7    | 4    | 001.45（1人）  | 02着 | R1:34.98 | 0-0.05 | 0Ö. Yıldırım | 56        | SUWAKO              |
| 0000.01.26 | 0アダナ0         |                                | KV-7     | 0ダ1300m（稍） | 5    | 2    | 005.60（5人）  | 01着 | R1:20.64 | 0-0.52 | 0Y. Bilik    | 54        | (BLUE FIRE)         |
| 0000.02.12 | 0アダナ0         | TEMA財団賞                     | KV-7     | 0ダ1500m（良） | 3    | 1    | 001.95（2人）  | 03着 | R1:34.52 | 0-1.04 | 0A. Çelik    | 55        | BLUE FIRE           |
| 0000.03.05 | 0アダナ0         | スプハン賞                     | A3       | 0ダ1900m（良） | 10   | 4    | 007.45（5人）  | 02着 | R2:05.15 | 0-0.22 | 0Y. Bilik    | 58        | SUWAKO              |
| 0000.03.19 | 0アダナ0         | テンデュレク賞                 | A3       | 0ダ1400m（良） | 7    | 3    | 001.60（1人）  | 01着 | R1:26.88 | 0-0.11 | 0Y. Bilik    | 58        | (BLUE FIRE)         |
| 0000.04.28 | 0イスタンブール0 | プレヴェゼ賞                   | A3       | 0芝1600m（良） | 8    | 1    | 020.15（8人）  | 04着 | R1:35.72 | 0-0.28 | 0Y. Bilik    | 58        | OBIWAN              |
| 0000.05.11 | 0アンカラ0       | 防衛産業賞                     | G3       | 0芝1600m（稍） | 14   | 5    | 004.15（2人）  | 04着 | R1:37.63 | 0-0.84 | 0G. Gökçe    | 58        | RUDE BOY            |
| 0000.06.01 | 0アンカラ0       | メフメト・アーキフ・エルソイ賞 | G2       | 0芝2200m（良） | 12   | 3    | 008.85（7人）  | 01着 | R2:16.17 | 0-0.09 | 0Y. Bilik    | 58        | (RUBICON)           |
| 0000.06.30 | 0イスタンブール0 | ガジ賞                         | G1       | 0芝2400m（良） | 22   | 3    | 019.10（14人） | 01着 | R2:31.09 | 0-0.01 | 0Y. Bilik    | 58        | (ÇAKAL CARLOS)      |
| 0000.08.10 | 0アンカラ0       | カッパドキア賞                 | A3       | 0ダ2100m（良） | 11   | 1    | 001.60（1人）  | 01着 | R2:17.07 | 0-0.18 | 0H. Karataş  | 60        | (BLUE EAGLE)        |
| 0000.09.04 | 0イスタンブール0 | ブユックタアッルズ賞           | G2       | 0芝2400m（良） | 5    | 2    | 001.70（2人）  | 02着 | R2:28.36 | 0-0.01 | 0Y. Bilik    | 58        | VILLAGE WIND        |
| 0000.09.29 | 0イスタンブール0 | トルコジョッキークラブ賞       | G1       | 0芝2400m（稍） | 11   | 9    | 002.10（2人）  | 06着 | R2:28.97 | 0-0.72 | 0H. Karataş  | 55.5      | TALIP HAN           |
| 2014.04.23 | 0イスタンブール0 | イスタンブール市長賞           | A3       | 0芝1900m（良） | 9    | 7    | 005.60（6人）  | 07着 | R1:56.17 | 0-0.93 | 0Y. Bilik    | 58        | SANZATU             |
| 0000.05.17 | 0アンカラ0       | アドナン・メンデレス賞         | G2       | 0芝1600m（良） | 13   | 5    | 004.40（3人）  | 05着 | R1:36.09 | 0-0.53 | 0G. Kocakaya | 58        | DON DESTELLO        |
| 201606.20  | 0アダナ0         |                                | KV-7     | 0ダ1900m（良） | 10   | 6    | 007.45（6人）  | 09着 | R2:11.76 | 0-9.59 | 0A. Kurşun   | 54        | NORTH VALLEY        |
| 0000.07.09 | 0アンカラ0       | フェヴズィ・チャクマック賞     | G2       | 0芝1900m（良） | 8    | 3    | 011.95（7人）  | 08着 | R1:58.91 | 0-2.48 | 0A. Kurşun   | 60        | OĞLUM BERAT         |
| 0000.07.17 | 0イスタンブール0 | M・カヤ・エルックル賞          | KV-8     | 0芝2400m（良） | 6    | 4    | 005.80（3人）  | 02着 | R2:30.66 | 0-0.15 | 0A. Kurşun   | 60.5      | PAYİTAHT            |
| 0000.08.12 | 0イスタンブール0 | ジェラル・バヤル賞             | G2       | 0芝2400m（良） | 6    | 2    | 003.60（5人）  | 05着 | R2:31.75 | 0-1.95 | 0A. Kurşun   | 60        | TAMBORA             |
| 0000.09.11 | 0イスタンブール0 | アフメット・アトマン賞         | KV-8     | 0芝2400m（良） | 5    | 1    | 003.10（3人）  | 02着 | R2:32.81 | 0-0.03 | 0Y. Bilik    | 60        | ROCKET MAN          |
| 0000.09.25 | 0イスタンブール0 | トルコジョッキークラブ賞       | G1       | 0芝2400m（良） | 14   | 4    | 006.50（6人）  | 05着 | R2:32.69 | 0-0.51 | 0Y. Bilik    | 60        | FLY BY ME           |
| 0000.10.08 | 0アンカラ0       | サー・パーシー・ロレーヌ賞     | KV-7     | 0芝1900m（良） | 10   | 7    | 002.75（2人）  | 01着 | R1:57.27 | 0-0.25 | 0A. Çelik    | 56        | (ARTIC MAN)         |
| 0000.10.29 | 0アンカラ0       | トルコ大統領賞                 | G1       | 0芝2400m（稍） | 14   | 3    | 018.55（9人）  | 06着 | R2:30.96 | 0-1.13 | 0Y. Bilik    | 60        | FLY BY ME           |
| 0000.12.10 | 0アダナ0         | チュクロヴァ大学学長賞         | KV-8     | 0ダ1400m（良） | 9    | 7    | 007.45（7人）  | 04着 | R1:27.52 | 0-1.26 | 0Y. Bilik    | 60        | DUQUAN              |
| 0000.12.25 | 0アダナ0         | H・バスリ・カラブジャック賞    | G3       | 0ダ1900m（良） | 9    | 4    | 009.90（6人）  | 02着 | R2:02.45 | 0-0.18 | 0Y. Bilik    | 60        | OĞLUM BERAT         |
| 2017.01.24 | 0アダナ0         | ミシス賞                       | A2       | 0ダ1900m（良） | 9    | 2    | 006.95（5人）  | 01着 | R2:02.53 | 0-0.01 | 0Y. Bilik    | 60        | (PRINCE OF KURAKOW) |
| 0000.02.18 | 0アダナ0         | アダナ市長賞                   | A3       | 0ダ1400m（良） | 6    | 1    | 003.65（3人）  | 03着 | R1:27.58 | 0-1.20 | 0Y. Bilik    | 59        | MISTER STRONG       |
| 0000.03.26 | 0アダナ0         | 地中海ダービー                 | G2       | 0ダ2000m（良） | 7    | 1    | 003.35（3人）  | 07着 | R2:11.73 | 0-3.58 | 0Y. Bilik    | 60        | GLOIN               |
| 0000.04.29 | 0アンカラ0       | 世界獣医師の日賞               | A3       | 0芝1900m（良） | 12   | 3    | 005.05（5人）  | 12着 | R2:01.05 | 0-4.82 | 0Y. Bilik    | 59.5      | ORADINARIO          |
| 0000.06.17 | 0アンカラ0       | モガン湖賞                     | KV-8     | 0芝1600m（良） | 7    | 1    | 002.65（5人）  | 05着 | R2:20.07 | 0-3.76 | 0A. Sözen    | 61.5      | RUBICON             |
| 0000.05.17 | 0イスタンブール0 | ジェラル・バヤル賞             | G2       | 0芝2400m（良） | 6    | 2    | 033.25（6人）  | 06着 | R2:34.94 | 0-1.02 | 0G. Gökçe    | 58        | ABBAS YOLCU         |
| 0000.09.09 | 0アンカラ0       | イュルドゥルム・バヤズィド賞   | G1       | 0ダ2200m（良） | 9    | 5    | 026.30（9人）  | 02着 | R2:22.53 | 0-0.26 | 0G. Gökçe    | 60        | REBEL YELL          |
| 0000.10.21 | 0アンカラ0       | アンカラ城賞                   | G1       | 0ダ1500m（良） | 14   | 5    | 016.70（10人） | 14着 | R1:56.68 | -23.03 | 0G. Gökçe    | 60        | AYRTON              |
| 2018.01.23 | 0アダナ0         | ミシス賞                       | A2       | 0ダ1900m（稍） | 9    | 2    | 018.20（5人）  | 04着 | R2:04.22 | 0-2.08 | 0Y. Bilik    | 60        | HOT CHOCOLATE       |

## 引退後
引退後は種牡馬としての再登録がされず、スィヴァス県のアティラ・オズカン牧場に放牧地を与えられて余生を送る様子の写真や動画がSNSに投稿されていた。
2022年2月19日、オズカン牧場はディヴァインハートを2022年シーズンから種牡馬として供用開始することを発表。2023年2月23日に最初の産駒が誕生した。2023年シーズンからはトルコジョッキークラブの経営する種馬場（マフムディエペンションスタッド）に預託されている。

## 血統表
| ディヴァインハートの血統        | ディヴァインハートの血統              | ディヴァインハートの血統 | （血統表の出典）    | （血統表の出典） |
| 父系                            | ヘイロー系                            | ヘイロー系               | ヘイロー系          | [ § 2 ]          |
| 父 ディヴァインライト 1995 鹿毛 | 父の父*サンデーサイレンス 1986 青鹿毛 | Halo                     | Hail to Reason      | Hail to Reason   |
| 父 ディヴァインライト 1995 鹿毛 | 父の父*サンデーサイレンス 1986 青鹿毛 | Halo                     | Cosmah              |                  |
| 父 ディヴァインライト 1995 鹿毛 | 父の父*サンデーサイレンス 1986 青鹿毛 | Wishing Well             | Understanding       | Understanding    |
| 父 ディヴァインライト 1995 鹿毛 | 父の父*サンデーサイレンス 1986 青鹿毛 | Wishing Well             | Mountain Flower     |                  |
| 父 ディヴァインライト 1995 鹿毛 | 父の母メルドスポート 1979 栃栗毛      | *ノーザンテースト        | Northern Dancer     | Northern Dancer  |
| 父 ディヴァインライト 1995 鹿毛 | 父の母メルドスポート 1979 栃栗毛      | *ノーザンテースト        | Lady Victoria       |                  |
| 父 ディヴァインライト 1995 鹿毛 | 父の母メルドスポート 1979 栃栗毛      | シャダイプリマ           | *マリーノ           | *マリーノ        |
| 父 ディヴァインライト 1995 鹿毛 | 父の母メルドスポート 1979 栃栗毛      | シャダイプリマ           | ナイトアンドデイ    |                  |
| 母 Sultaniye 2002 栗毛          | 母の父River Special 1990 栗毛         | Riverman                 | Never Bend          | Never Bend       |
| 母 Sultaniye 2002 栗毛          | 母の父River Special 1990 栗毛         | Riverman                 | River Lady          |                  |
| 母 Sultaniye 2002 栗毛          | 母の父River Special 1990 栗毛         | Nijinska Street          | Nijinsky II         | Nijinsky II      |
| 母 Sultaniye 2002 栗毛          | 母の父River Special 1990 栗毛         | Nijinska Street          | Street Dancer       |                  |
| 母 Sultaniye 2002 栗毛          | 母の母Shara 1989 鹿毛                 | Cock Robin               | Raise A Native      | Raise A Native   |
| 母 Sultaniye 2002 栗毛          | 母の母Shara 1989 鹿毛                 | Cock Robin               | Flyingtrip          |                  |
| 母 Sultaniye 2002 栗毛          | 母の母Shara 1989 鹿毛                 | Trianon Palace           | Royal Palace        | Royal Palace     |
| 母 Sultaniye 2002 栗毛          | 母の母Shara 1989 鹿毛                 | Trianon Palace           | Little Goose        |                  |
| 母系(F-No.)                     | (FN:F19-c)                            | (FN:F19-c)               | (FN:F19-c)          | [ § 3 ]          |
| 5代内の近親交配                 | Northern Dancer 4x5                   | Northern Dancer 4x5      | Northern Dancer 4x5 | [ § 4 ]          |
| 出典                            | 1. 2. 3. 4.                           | 1. 2. 3. 4.              | 1. 2. 3. 4.         | 1. 2. 3. 4.      |